# Bourguibas mausoleum
Bourguibas mausoleum är ett mausoleum i Monastir i Tunisien över landets första president, Habib Bourguiba.
Mausoleet, som ritats av den franske arkitekten Olivier Clément Cacoub, byggdes mellan 1963 och 1978  i modern arabisk islamisk stil på begravningsplatsen Sidi El Mezery. President Bourguiba övervakade själv byggnationen.
Byggnaden av vit marmor flankeras av två 25 meter höga minareter. Taket kröns av en stor gyllene kupol med två mindre, gröna kupoler på var sin sida. Den ligger i slutet av en 200 meter lång och 30 meter bred gång.

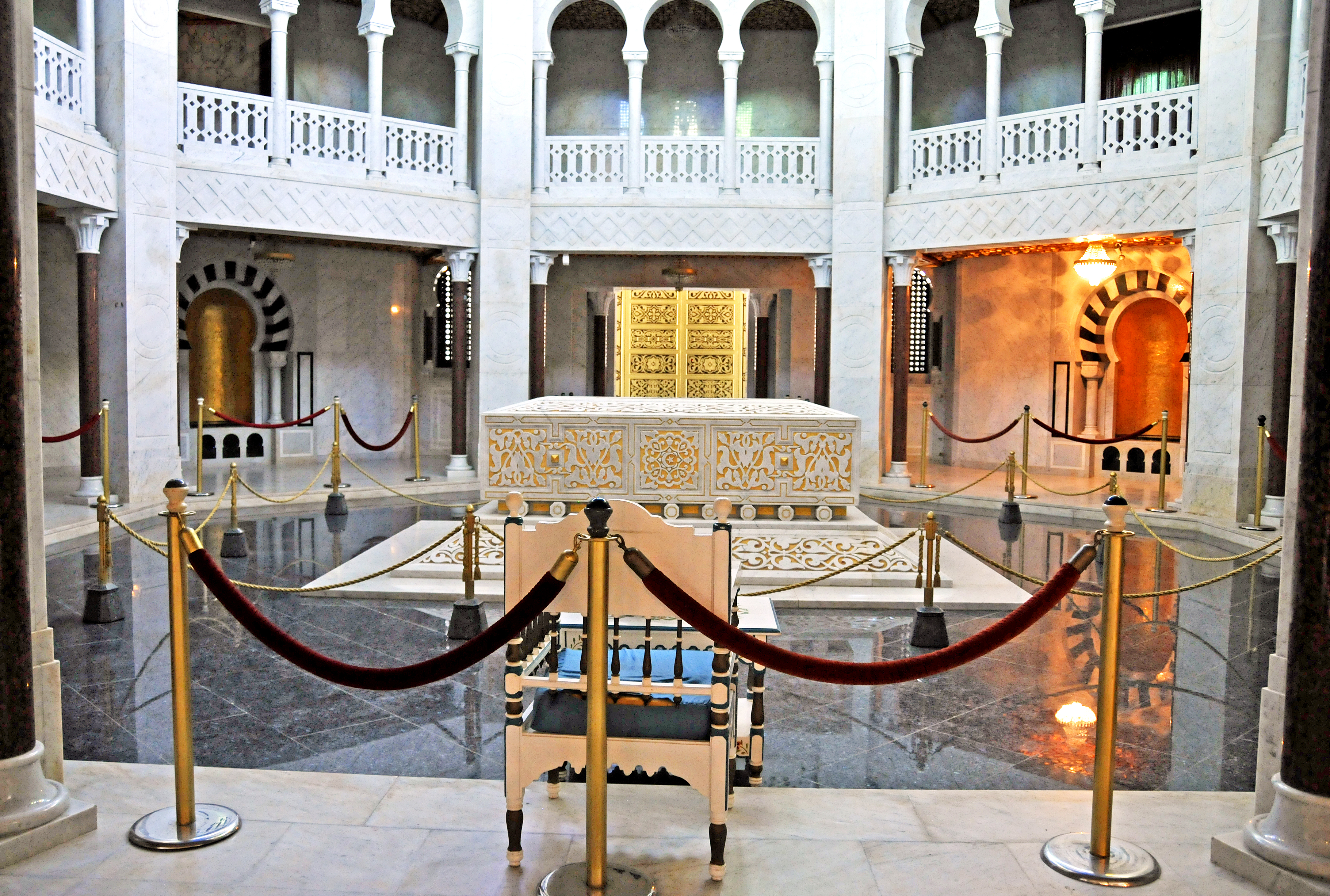
Bourguibas grav.

Bourguibas föräldrar och hans  första hustru Mathilde och deras  barn samt andra medlemmar av familjen vilar i två andra salar. Ett litet museum med Bourguibas personliga tillhörigheter och hans kontor från presidentpalatset i Karthago finns också i byggnaden.